# Oligia vitiuncula
Oligia vitiuncula là một loài bướm đêm trong họ Noctuidae.